# Burundi
République du Burundi
(rn) Republika y'Uburundi 
Le Burundi (prononcé : /bu.ʁun.di/ ; en kirundi : /βu.ɾǔː.ndi/), en forme longue la république du Burundi (en kirundi : Republika y'Uburundi), est un pays d'Afrique de l'Est sans accès à la mer mais possédant un grand rivage sur le lac Tanganyika, situé dans la région des Grands Lacs et bordé à l'ouest par la république démocratique du Congo, au nord par le Rwanda et à l'est et au sud par la Tanzanie.
Depuis le 4 février 2019, sa capitale politique est Gitega. Bujumbura, ancienne capitale politique et économique et ville la plus peuplée du pays, est la capitale économique.
Les premiers habitants de la région étaient les ancêtres des Twa, qui représentent moins de 1 % de la population actuelle. Les autres groupes démographiques du pays sont les Tutsi et les Hutu qui constituent respectivement 15 % et 85 % de la population. Le royaume du Burundi est établi en 1680 et dirigé par des rois tutsis qui imposent un système de caste sur la majorité hutue. Le territoire est colonisé en 1885 par l'Empire allemand avant de devenir partie de la colonie belge de Ruanda-Urundi à la suite de la Première Guerre mondiale. L'Allemagne et la Belgique continuent tous les deux la politique pro -Tutsi précoloniale à travers la monarchie.
Après l'indépendance du pays en 1962, la monarchie est renversée par un coup d'État en 1966 et un gouvernement républicain est établi. Au cours des 27 ans suivants, le pays est dirigé par une série de dictateurs tutsis dans un système à parti unique et éprouve deux autres coups d'État ainsi qu'un génocide des Hutu en 1972. En juin 1993, la première élection présidentielle multipartite dans l'histoire du pays amène au pouvoir Melchior Ndadaye, le premier président Hutu. Son assassinat en octobre 1993 après seulement trois mois au pouvoir provoque un génocide des Tutsi ainsi qu'une guerre civile qui a duré douze ans. En 2000, l'Accord d'Arusha met en place des institutions de partage du pouvoir transitoires, qui seront inscrites dans une nouvelle Constitution en 2005. Depuis la fin de la guerre en 2005, le parti dominant est le Conseil national pour la défense de la démocratie – Forces de défense de la démocratie (CNDD-FDD), une ancienne faction dans la guerre civile à dominante Hutu. Le pays demeure toujours en proie à une instabilité politique liée à la dérive autoritaire du parti au pouvoir.

## Histoire
Les premières traces archéologiques d'un État burundais remontent au XVIe siècle dans l'Est de ses frontières actuelles.
À partir de 1903, le Burundi fait partie de l'Afrique orientale allemande. Après la Première Guerre mondiale, le pays tombe dans le giron de l'empire colonial belge qui s'appuie sur l'aristocratie tutsi.
L'indépendance du pays est proclamée le 1er juillet 1962, date alors choisie pour célébrer la fête nationale, et le roi Mwambutsa IV établit un régime de monarchie constitutionnelle qui sera aboli en 1966.
« La tribu des Tutsis, qui compte pour 10 à 15 % de la population, y domine et y dépouille de ses droits celle des Hutus, lesquels sont cinq à six fois plus nombreux. Le pouvoir politique central reste un monopole tutsi. En 1987, 13 des 15 gouverneurs de provinces sont tutsis et la totalité de l'armée aussi. » Des heurts ont lieu entre Tutsis et Hutus dans les années 1960. En 1972, l'insurrection des Hutus contre le régime dictatorial du président Michel Micombero (d’origine tutsi) est durement réprimée, les massacres atteignent plusieurs dizaines de milliers de victimes chez les Hutus (estimation : 100 000).
Les conflits latents entre Tutsis et Hutus se poursuivent dans les années 1970 et 1980 et débouchent sur la guerre civile burundaise en 1993. Au début, des milliers de civils tutsis sont massacrés par leurs voisins hutus. Puis, l'armée réagit très violemment comme en 1972 et engage une répression très dure et massacre des Hutus. Au total 50 000 à 100 000 personnes (à majorité hutu) sont tuées.
À la suite de négociations tenues à Arusha sous l'égide des pays de la région et avec la médiation de Julius Nyerere puis de Nelson Mandela, les parties au conflit adoptent l'Accord d'Arusha  en 2000. Une nouvelle constitution, de transition, est promulguée le 28 octobre 2001, établissant une alternance « ethnique » du pouvoir, la présidence et la vice-présidence changeant tous les 18 mois, alternant Tutsis et Hutus.
La constitution de 2005 met en place un système de partage du pouvoir de type "associatif" qui vise à garantir la représentation politique de la minorité Tutsi tout en dépolitisant l'ethnicité en encourageant la formation de partis politique multi-ethniques. Le système atteint ces objectifs en mettant en place des quotas ethniques sur les listes électorales (sur trois candidates successifs, au maximum deux peuvent être de la même ethnie).
Le CNDD-FDD (hutu) parvient au pouvoir en 2005 en remportant les élections législatives du 4 juillet 2005. Lors des élections présidentielles du 19 août 2005, l'Assemblée nationale et le Sénat réunis en congrès élisent Pierre Nkurunziza président pour un mandat de 5 ans rééligible une seule fois. 162 parlementaires votent pour Nkurunziza, 9 contre et 2 s'abstiennent. Ce scrutin constitue l'étape finale du processus de paix. Cinq ans plus tard, un congrès extraordinaire du Conseil national pour la défense de la démocratie / forces de défense de la démocratie (CNDD-FDD) désigne le 24 avril 2010, Pierre Nkurunziza comme candidat du CNDD-FDD pour briguer un second mandat à la tête du pays à l'élection présidentielle du 28 juin 2010. Des dirigeants de l'opposition sont arrêtés et cette opposition refuse de participer au scrutin. La campagne est émaillée d'incidents, plusieurs membres de l'opposition sont arrêtés. Pierre Nkurunziza est réélu président avec plus de 91 % des voix, seul candidat de l'élection.
En 2015, Pierre Nkurunziza s'impose en avril comme le candidat du pouvoir pour l'élection présidentielle du 26 juin 2015. Cette décision est contraire à la constitution du Burundi, promulguée en mars 2005. Sa candidature est néanmoins validée par une décision controversée de la Cour constitutionnelle. Une nouvelle crise politique, émaillée à nouveau de violences, s'ouvre.
En mai 2015, une tentative de coup d'État échoue,,. Cette tentative engendre une répression sanglante de l'opposition de la part du président, avec des centaines de morts et des centaines de milliers de Burundais se réfugiant à l'extérieur du pays. Après plusieurs reports, l'élection présidentielle, jugée illégale et truquée par tous les observateurs de la politique burundaise, se tient finalement en juillet. Le 24 juillet, la commission électorale nationale indépendante proclame Nkurunziza vainqueur avec 69,41 % des suffrages.
La situation économique continue à se dégrader. Début 2020, le général Évariste Ndayishimiye est désigné comme candidat pour l’élection présidentielle du 20 mai 2020 par le parti au pouvoir, pour succéder à Pierre Nkurunziza. Il remporte l'élection présidentielle du 20 mai 2020, en obtenant 68,72 % des voix et devance très largement le principal candidat de l'opposition, Agathon Rwasa, président du Conseil national pour la liberté (CNL), qui réunit 24,19 % des voix.

### Massacres et génocides
| Nom                                  | Date             | Lieu      | Morts                            | Notes                                                                                    |
| ------------------------------------ | ---------------- | --------- | -------------------------------- | ---------------------------------------------------------------------------------------- |
| Massacres de la révolution au Rwanda | 1959 à 1962      | Partout   | 50 000                           | [ 22 ]                                                                                   |
| Massacres                            | 1969             | Partout   | 50 000                           | Principalement des Hutus                                                                 |
| Génocide des Hutus et massacres      | 1972             | Partout   | Entre 100 000 et plus de 200 000 | Dunnigan (1991): 210 000 morts, la grande majorité des Hutus. Des Tutsis sont massacrés. |
| Massacres de Hutus                   | 1988             | Partout   | 5 000 à 25 000                   | , Dunnigan (1991): 33 000 morts.                                                         |
| Génocide des Tutsis, au Burundi      | 1993             | Partout   | 25 000                           | [ 25 ]                                                                                   |
| massacre du Titanic Express          | 28 décembre 2000 | Bujumbura | 21                               | Attaque contre un autobus par le groupe Hutu Palipehutu-FNL                              |
| Massacre à Itaba                     | 9 septembre 2002 | Itaba     | 267                              | [ 29 ]                                                                                   |
| Camp de réfugiés de Gatumba          | 7 septembre 2004 | Gatumba   | 160                              | [ 30 ]                                                                                   |

Durant la période de guerre civile de 1993-2004, plus de 260 000 personnes sont mortes.

## Politique et société
Le Burundi est une république multipartite à régime présidentiel où le président de la République occupe la charge de chef d'État et où le Premier ministre occupe la charge de chef de gouvernement. Le pouvoir exécutif est aux mains du gouvernement tandis que les deux chambres du Parlement (le Sénat et l'Assemblée nationale) partagent le pouvoir législatif avec le gouvernement.
L'Assemblée nationale compte 121 sièges répartis en 17 circonscriptions. Parmi les députés, 100 sont élus au suffrage universel direct. Ils doivent provenir à 60 % du groupe hutu et à 40 % du groupe tutsi et compter au moins 30 % de femmes. Si ces quotas ne sont pas atteints, autant de députés supplémentaires qu'il est nécessaire pour les remplir sont cooptés. Trois sièges supplémentaires sont également réservés à des députés twa à coopter.
Le Sénat est composé de deux membres par province, un Hutu et un Tutsi, élus par les conseils communaux, de trois personnes issus de l'ethnie twa et des anciens chefs de l'État. Il doit en outre comporter au moins 30 % de femmes. Le cas échéant, il peut être recouru à la cooptation pour atteindre les quotas.
Les systèmes électoraux adoptés pour l'Assemblée Nationale et le Sénat visent explicitement à favoriser l'émergence de partis multi-ethniques, dans le but d'éviter la tribalisation de la politique Burundaise.
Le Burundi est membre de l'Organisation internationale de la francophonie de même que de l'Assemblée parlementaire de la francophonie.

### La situation des Réfugiés au Burundi
Le Burundi a abrité près de 32 000 réfugiés et demandeurs d’asile en 2007 et la plupart provenaient de la République démocratique du Congo et les autres du Rwanda. Au cours de cette même année, près de 18 900 réfugiés et demandeurs d’asile vivaient dans quatre camps dirigés par le Haut Commissariat des Nations unies pour les réfugiés et les autres vivaient dans des lieux prédéterminés et dans des régions urbaines. Tel que décrit dans le World Refugee Survey 2008 du Comité américain pour les réfugiés et les immigrants, les réfugiés devaient obtenir des permissions et certains documents lors de leurs déplacements à l’extérieur des camps qui ont limité leur capacité à travailler.

## Subdivisions
Le Burundi est divisé en 18 provinces, 119 communes et 2 638 ou 2 639 collines. Les provinces et les communes du Burundi ont été créées le 25 décembre 1959 par un décret colonial belge.
En juillet 2022, le gouvernement de Burundi a proposé réduire le nombre des provinces à 5 et de communes à 42. Cela répond aux exigences d’uniformisations territoriales de la Communauté d'Afrique de l'Est. Ce projet centralisateur doit cependant être adopté par le parlement du Burundi.

Liste des provinces actuelles:
- Province de Bubanza
- Province de Bujumbura Mairie
- Province de Bujumbura rural
- Province de Bururi
- Province de Cankuzo
- Province de Cibitoke
- Province de Gitega
- Province de Karuzi
- Province de Kayanza
- Province de Kirundo
- Province de Makamba
- Province de Muramvya
- Province de Muyinga
- Province de Mwaro
- Province de Ngozi
- Province de Rumonge
- Province de Rutana
- Province de Ruyigi

## Géographie

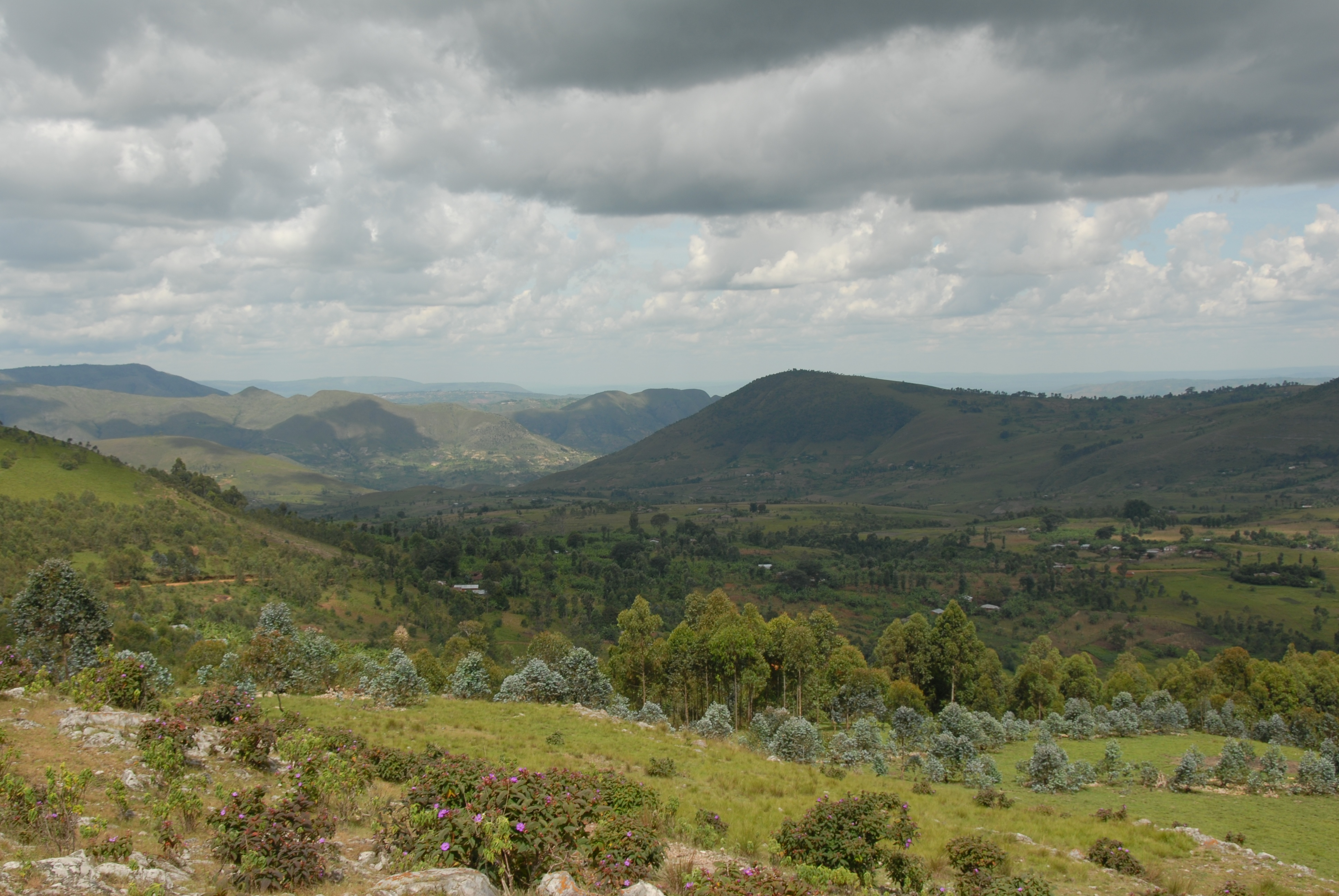
Paysage du Burundi.

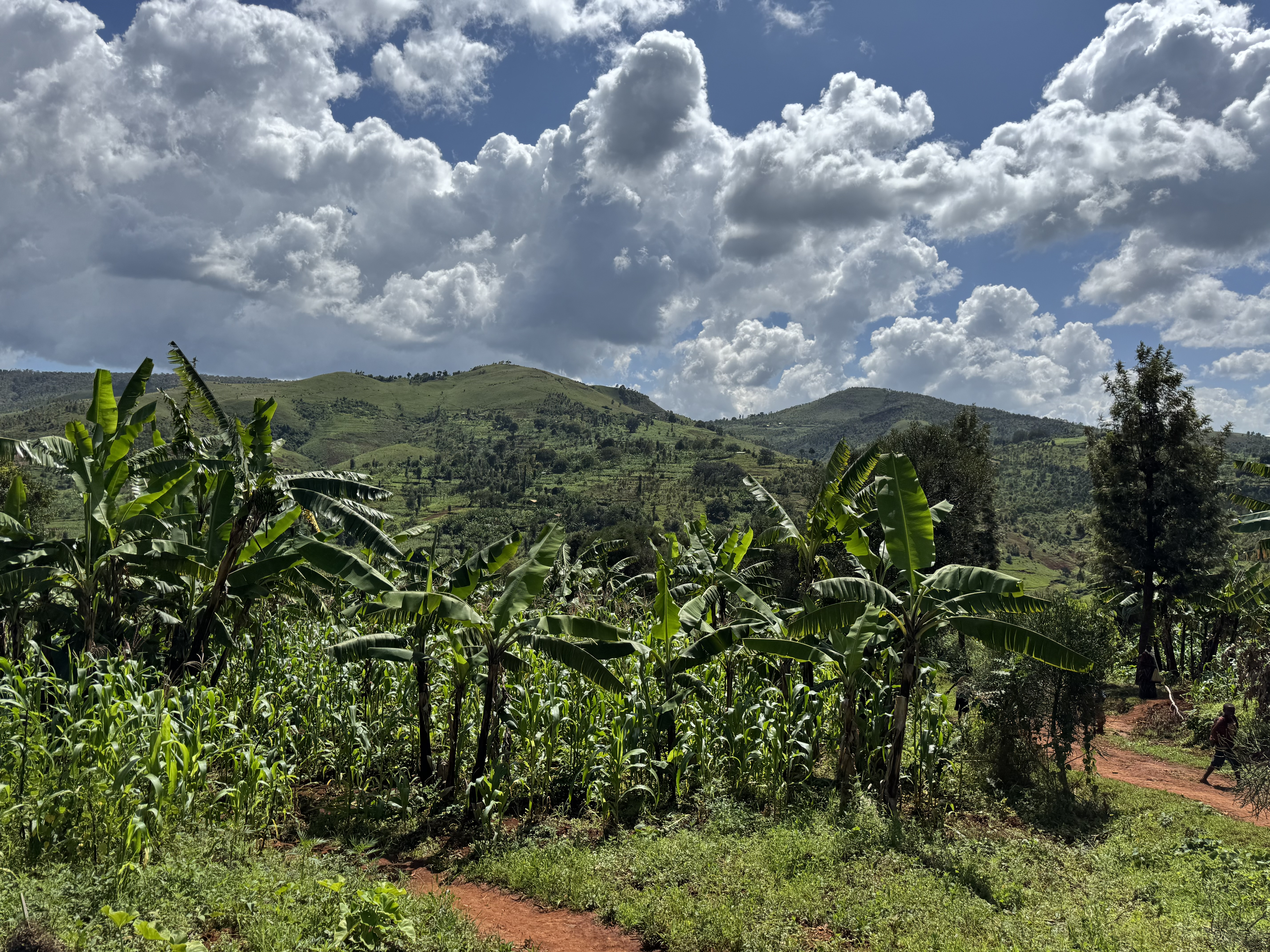
Paysage de la région de Kivubo au Burundi

Situé sur un plateau au cœur de l'Afrique, le Burundi jouit d'un climat équatorial tempéré par l'altitude (1 700 mètres en moyenne au centre, plus bas en périphérie). Le mont Heha, au sud-est de Bujumbura, culmine à 2 670 mètres. Mais le point culminant du pays se trouve un peu au sud-est du mont Heha à 2 684 mètres. Une bande de terre longeant le fleuve Rusizi, au nord du lac Tanganyika, est la seule région dont l'altitude est inférieure à 1 000 mètres. Cette région fait partie du rift Albertin, extrême ouest de la vallée du Grand Rift.

## Économie

Évolution du PIB réel par habitant de Burundi.

L'économie du Burundi est principalement rurale et repose sur l'exportation agricole et l'élevage. La production agricole se répartit entre les produits destinés à l'exportation, comme le café, le thé, le coton et les cultures vivrières. La filière du café représente la première ressource du pays (80 % des exportations). Le Burundi est également le huitième au palmarès des producteurs africains de thé au début de la décennie 2010, classement où le Kenya occupe le premier rang.
La population dépend à plus de 90 % de cette agriculture, qui représente plus de 50 % du PIB (800 millions de dollars en 1999). L'industrie comptait pour 18 % du PNB en 1999 et les services pour 32 %. La population active a été multipliée par deux entre 1990 et 1999, passant de 2 millions de personnes à 4 millions ; un actif sur deux est une femme. Le travail des enfants est régulièrement dénoncé comme étant courant au Burundi.
Depuis peu, les Burundais misent sur le tourisme. Le Burundi est signataire du traité international sur les ressources phytogénétiques pour l'alimentation et l'agriculture. Selon les estimations de la Banque mondiale, 75 % de la population burundaise vit sous le seuil de pauvreté en 2020. En 2024, le Burundi est classé en 127e position pour l'indice mondial de l'innovation.

## Démographie
En 2023, la population du Burundi est estimée à 13,7 millions d'habitants, son taux de croissance en 2023 était de 2,7 %. Bujumbura, l'ancienne capitale (au statut particulier mixte de ville et province), est la ville la plus peuplée avec son million d'habitants. Les autres villes importantes sont Gitega (125 000), Muyinga (108 000), Ngozi (95 000) et Rumonge (85 000).
L'âge médian est de 16,4 ans et la proportion des moins de 15 ans correspond à 46 % de la population totale du pays. Au dernier recensement de 2008, le pays comptait 8 053 574 habitants, dont 497 166 vivaient à Bujumbura, ancienne capitale. Un nouveau recensement général est prévu en 2022.

### Religion
| Religion           | Population | Pourcentage |
| ------------------ | ---------- | ----------- |
| Catholique         | 7 519 840  | 62,05 %     |
| Protestante        | 2 620 127  | 21,62 %     |
| Aucune religion    | 747 742    | 6,17 %      |
| Musulmane          | 305 398    | 2,52 %      |
| Adventiste         | 282 372    | 2,33 %      |
| Témoins de Jéhovah | 38 781     | 0,32 %      |
| Traditionnelles    | 3 635      | 0,03 %      |
| Autres religions   | 397 503    | 3,28 %      |
| Non déterminée     | 203 600    | 1,68 %      |
| Total              | 12 119 000 | 100,00 %    |

## Langues
Les langues officielles du Burundi sont le kirundi et le français. En août 2014, l'Assemblée nationale vote une loi faisant de l'anglais une troisième langue officielle, cette loi n'a pas encore été promulguée. Toutes deux sont les langues d'enseignement, auxquelles s'ajoute le kiswahili bien qu'il ne soit pas une langue officielle du pays. Le français reste toutefois une langue de l'élite, parlée par moins de dix pour cent de la population. Quant au swahili, la langue bantoue régionale, il est avant tout parlé par les commerçants et reste circonscrit essentiellement aux zones urbaines.

## Culture
Au Burundi, la culture est fondée sur les traditions locales et influencée par les pays voisins. Toutefois, la diffusion de la culture a été entravée par les nombreux troubles civils. L'agriculture étant la principale industrie au Burundi, un repas burundais typique se compose de patates douces, maïs et haricots. En raison de son coût, on ne mange de la viande que quelquefois par mois. Lorsque les Burundais se retrouvent lors de grandes fêtes, ils boivent de l'Impeke, une bière de sorgho, servie dans un pot unique. Chaque personne y trempe sa paille en symbole d'unité. Plus quotidiennement, les Burundais sont de très gros consommateurs de bière de banane, qui revêt un nombre incalculable de noms kirundis en fonction de sa préparation et de son temps de fermentation.
Au Burundi, le taux d'alphabétisation est en hausse depuis la loi de 2005 sur la gratuité de l'éducation primaire. Cela étant, le grand nombre d'élèves amenés sur les bancs de l'école a largement dépassé la capacité d'accueil des écoles, les infrastructures et le nombre de professeurs. Par ailleurs, seuls dix pour cent de garçons burundais ont accès à un enseignement secondaire. La tradition orale est forte et relaie histoire et leçons de vie grâce aux contes, à la poésie et au chant. L'imigani, l'indirimbo, l'amazina et l'ivyivugo sont quelques-uns des genres littéraires existant au Burundi.
| Date         | Nom français                                                                        | Nom local                                                                   | Remarques |
| ------------ | ----------------------------------------------------------------------------------- | --------------------------------------------------------------------------- | --------- |
| 5 février    | Unité nationale                                                                     | Ubumwé bw'Ábarŭndi                                                          |           |
| 1er mai      | Fête du Travail                                                                     | Umŭsi mukúru w'Ábakózi                                                      |           |
| 1er juillet  | Fête de l'Indépendance                                                              | Ukwĭkūkira kw'Úburŭndi                                                      |           |
| 15 août      | Assomption                                                                          | Iyúrizwa ryā Bikíra-Maríya mw'ījuru                                         |           |
| 13 octobre   | Commémoration de l'assassinat du Prince Louis Rwāgasóre, héros de l'indépendance    | Igāndagurwa ry'Íncŭngu y'Úkwĭkūkira, Nyeníngoma Umugánwa Ludovíko Rwāgasóre |           |
| 21 octobre   | Commémoration de l'assassinat du Président Melchior Ndadáye, héros de la démocratie | Igāndagurwa ry'Íncŭngu y'Íntwârorúsăngi, Nyenícûbahiro Melchiôro Ndadáye    |           |
| 1er novembre | Toussaint                                                                           | Abatagatífu böse                                                            |           |

Bien que le Burundi soit un pays très largement chrétien, certaines fêtes religieuses musulmanes ont été intégrées dans le calendrier des jours chômés, tel l'Aïd el-Fitr, qui célèbre la fin du Ramadan.

### Artisanat
L'artisanat est une importante forme d'art au Burundi. La vannerie est très populaire ainsi que les masques, boucliers et les statues en bois faites par les artisans locaux. Les Batwas, une ethnie pygmée qui représente à peine 1 % de la population, se sont quant à eux spécialisés dans la fabrication de poteries. L'artisanat du Burundi, pourtant très riche, fin et dont certaines formes sont tout à fait inédites, a beaucoup souffert de la guerre civile. Cependant, depuis la fin des années 2000, un renouveau très net se fait sentir.
Ce renouveau s'appuie en partie sur le développement des arts plastiques proprement dits, auxquels les Burundais n'ont commencé à s'intéresser qu'assez récemment. On trouvera ainsi à Bujumbura et à Gitega des artistes capables de sculpter des scènes de village sur des bas-reliefs en bois et quelques peintres de paysages.

### Tambourinaires du Burundi
Le tambour est une partie importante de l'héritage culturel burundais. Le Royal-Tambours du Burundi, qui s'est produit plus de quarante ans à travers le monde entier, est connu pour ses tambours traditionnels comme les amashāko, les ibishikiso, l'inkiránya et kirotsa, le petit tambour. La troupe se produit toujours, sur l'ancien site royal de Gishōra, situé à quelques kilomètres (10 km précisément) au nord de Gitéga, la seconde ville en importance au Burundi. La danse accompagne souvent les performances du tambour, musique populaire des célébrations et réunions de famille. Les abatīmbo, dont on joue lors des cérémonies officielles et des rituels, et le rythme rapide de l'abanyagasīmbo sont des danses burundaises. À noter également l'umwĭrōnge (la flûte), l'ikēmbe, l'indonōngo, l'umudúri, l'inānga (la cithare), l'indingiti (iningiti), les inzogera, l'inzamba, l'urutaro et l'inyagára.

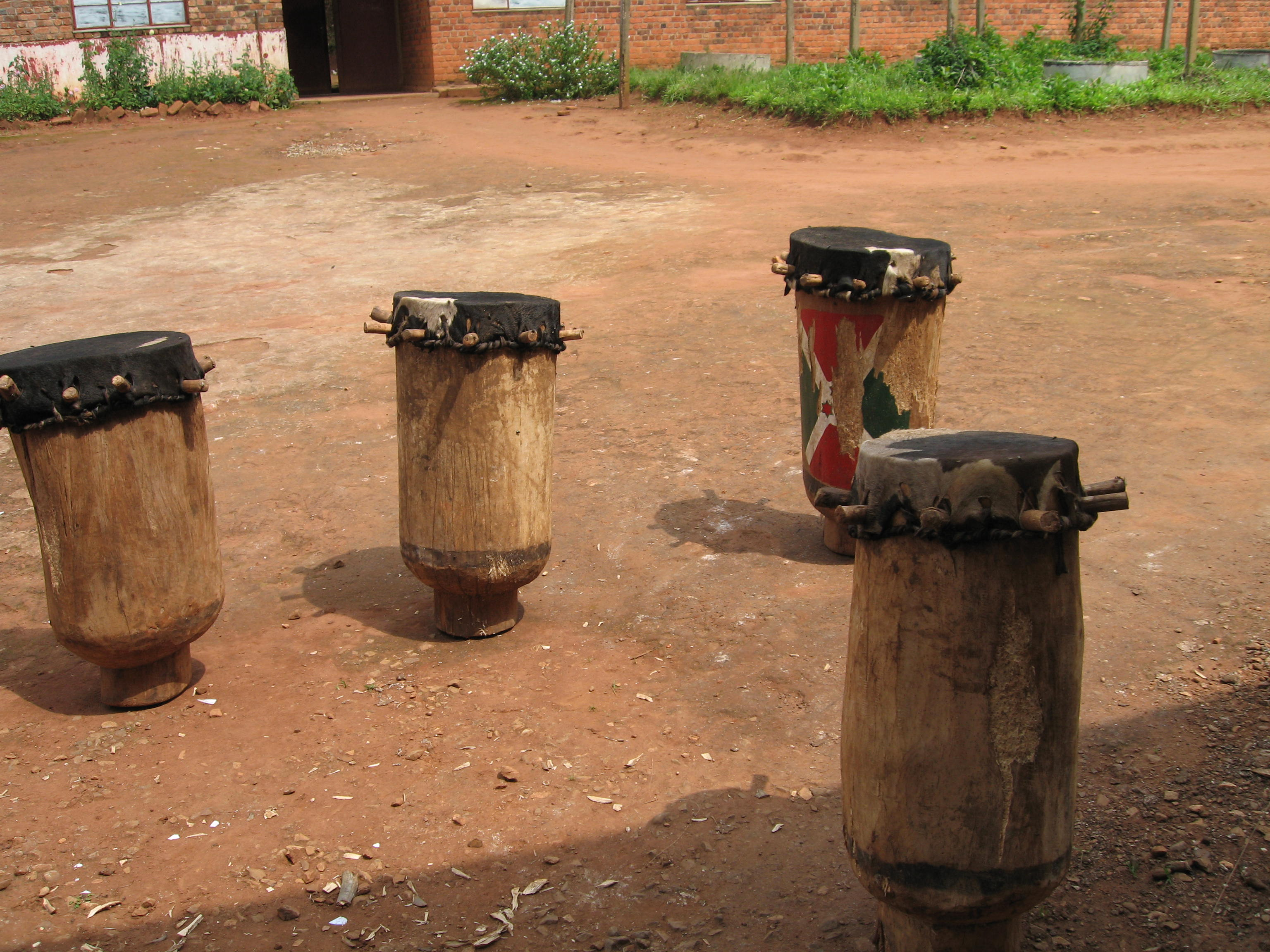
Tambours de Gitega.

La réputation des tambourinaires a dépassé les limites du Burundi pour devenir internationale. En Afrique, ils symbolisent même la bonne orchestration du tambour.
Leur art est sacré. Il est aussi profane. C'est un lien mystique entre un pays, un peuple et un instrument. « Ingoma », c'est à la fois le tambour, le départ (« Inkóko ni yó ngoma » : On part au chant du coq), le royaume et l'époque.

Lors du spectacle, les tambourinaires du Burundi ou les ritualistes Batimbo forment généralement un groupe d'une vingtaine de personnes. 

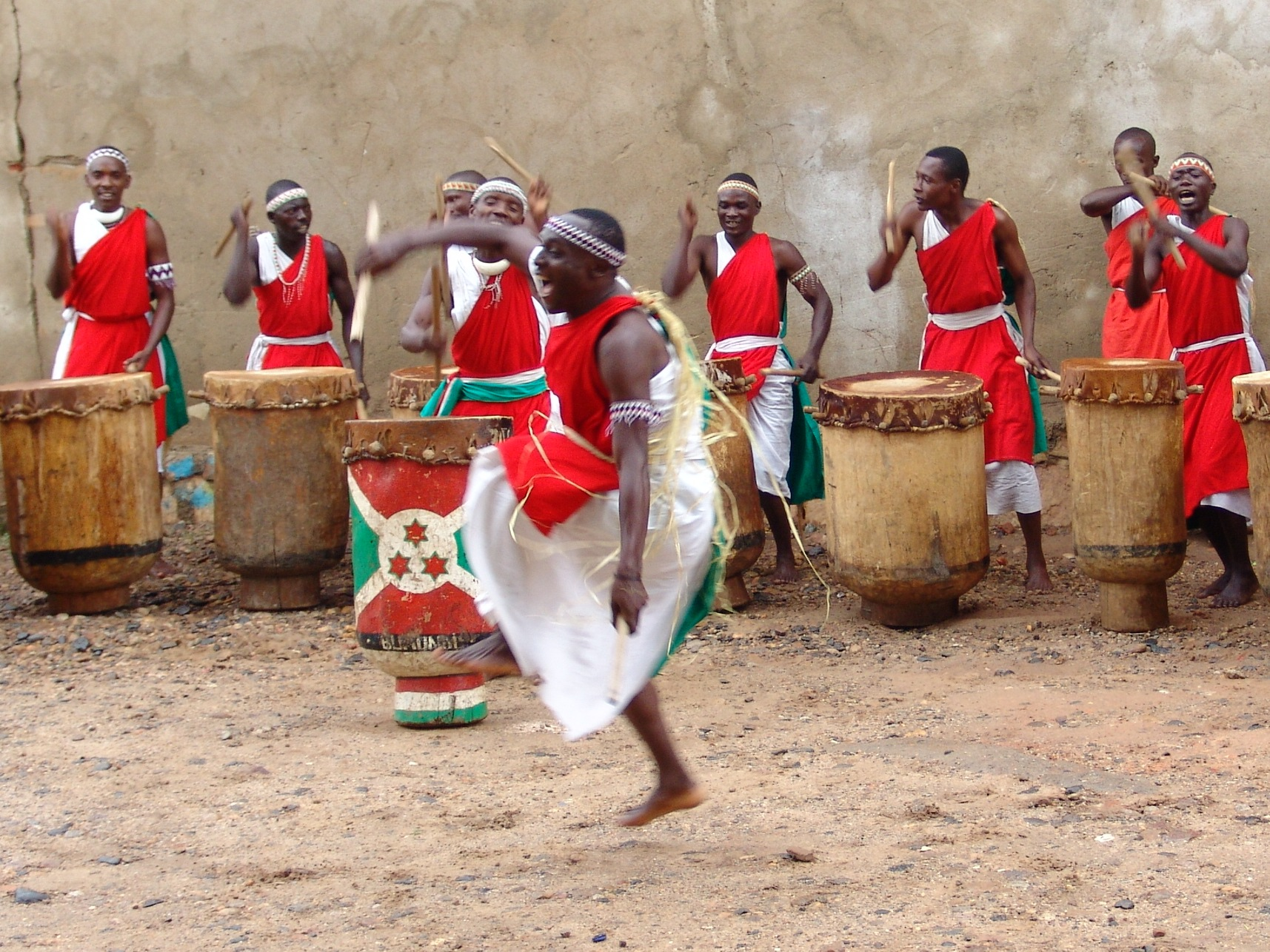
Spectacle de tambours traditionnels burundais à Bujumbura.

Ils entrent en scène, leur tambour sur la tête. Ils chantent en même temps qu'ils dansent. Disposés en arc de cercle autour du tambour central, l'inkiránya, ils attendent son signal. Alors, répartis en deux groupes, les abanyaMashāko et les abanyaBishikizo battent leur rythme en harmonie. Le tambourinaire soliste, celui qui bat l'inkiránya ou le tambour central, exécute une danse où se mêlent fantaisie et gravité. Danse guerrière, sa gestuelle est significative. Le soliste par moments mime le geste de se trancher la gorge. Cela traduit son attachement à son pays : « Que je meure si je trahis le Tambour ! » Tous les ritualistes batimbo le suivent parce qu'il est considéré comme leur roi et eux ses sujets.
Les tambourinaires ou le ritualistes batimbo du Burundi manient aussi l'humour, la satire et l'élégance. Le danseur soliste se transforme en un gentil clown marchant sur les mains, empruntant une démarche caricaturale et faisant des clins d'œil au public. Les tambourinaires ou les ritualistes batimbo du Burundi occupent ikiránya ou jouent pour le public à tour de rôle. Ils peuvent jouer seul, à deux, à trois voire à quatre. Ils sont de véritables athlètes qui courent, sautent, se tordent le cou et/ou les hanches, font des enjambements, etc. Les tambourinaires sautent, chantent, marchent autour des tambours qu'ils battent tout en suivant la cadence qu'exige la danse de l'artiste qui danse devant eux, leur roi. Au fond, il s'appelle le roi, car, outre que ses sujets battent les tambours en répondant à son invitation, celui-ci peut arrêter la danse s'il est certain que c'est ce qui est nécessaire.

### Danses traditionnelles
Chaque danse féminine (urwedengwe, ihunja, umutsibo, amarwandama, etc.) ou masculine (ingoma, agasimbo, ou danse acrobatique du Buragane, intore ou danse-parade des guerriers, umuyebe, etc.) a une signification qui lui est propre et qui correspond à un événement précis ou à une profession bien déterminée. Le chant, le rythme, l’expression corporelle, les mimes sont autant de signes distincts adaptés à chaque circonstance et recherchés pour toucher à la fois le sens esthétique et l’esprit. Les femmes montrent des évolutions chorégraphiques dans lesquelles l’élégance et la souplesse des inyambo (c’est-à-dire les vaches aux longues cornes, bêtes quasi sacrées dans le Burundi traditionnel) rivalisent avec les trépidations du train-train de la vie rurale que mènent les Barundi.

### Monuments
À Bujumbura, sur le Belvédère surplombant la ville, se trouve le mausolée Prince Louis Rwagasore, fondateur du parti Uprona et héros de l’indépendance du Burundi. À 10 km de Bujumbura vers le sud, une pierre a été dressée pour commémorer la rencontre des explorateurs Stanley et Livingstone. À 114 km de la capitale, sur la route Bujumbura-Ijenda-Matana, à Rutovu, est érigée une pyramide sur la source la plus méridionale du Nil à plus de 2 000 m d’altitude.
En dehors de Bujumbura, parmi les sites naturels, on peut citer la faille de Nyakazu, les chutes de Karera, les points de vue sur le lac Tanganyika à Vyanda ou à Kabonambo, les lacs de la province de Kirundo, les plantations de thé à Teza ou à Rwegura. Le Burundi possède aussi plusieurs sources d'eau chaude, encore peu aménagées.

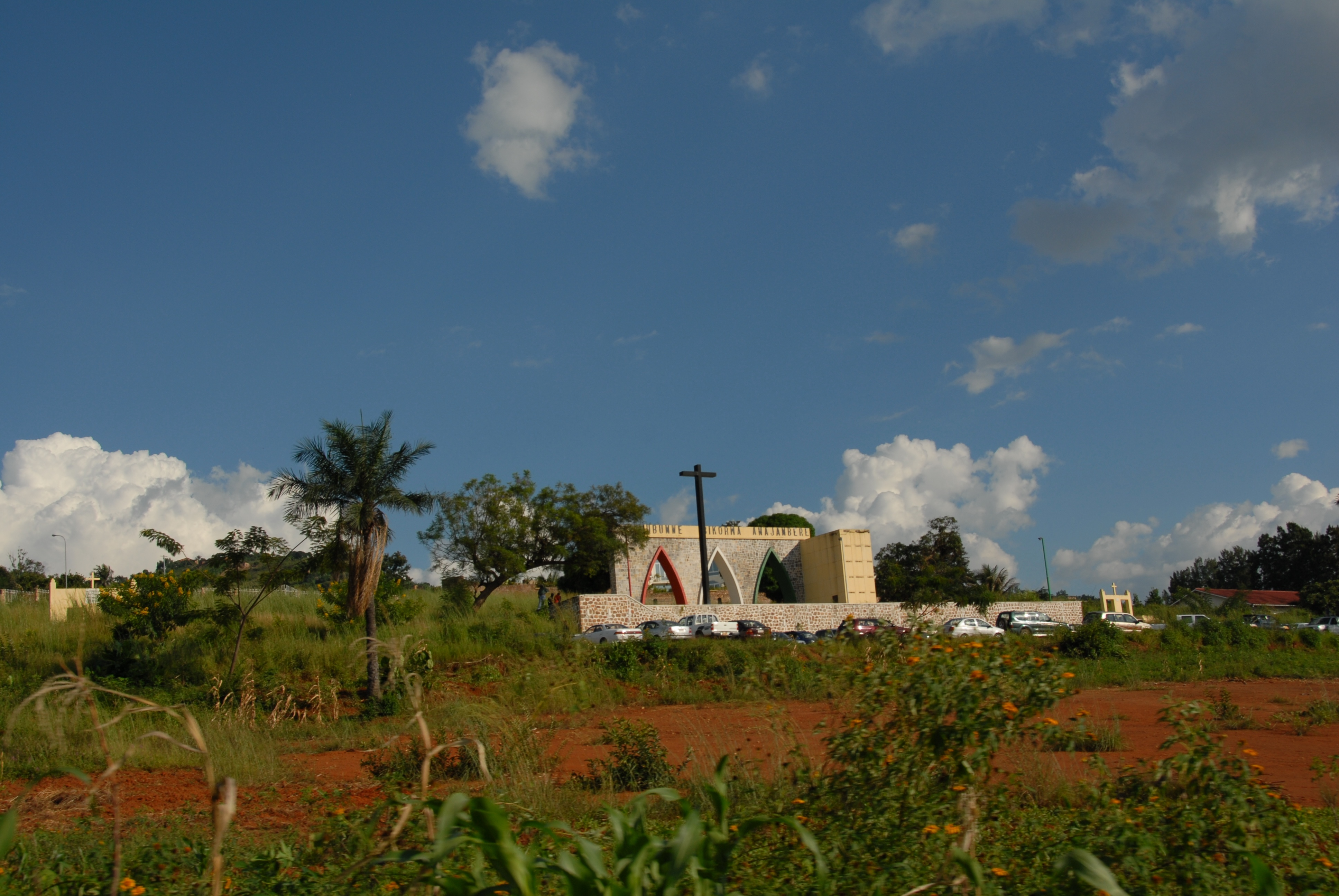
Mausolée du Prince Rwagasore.
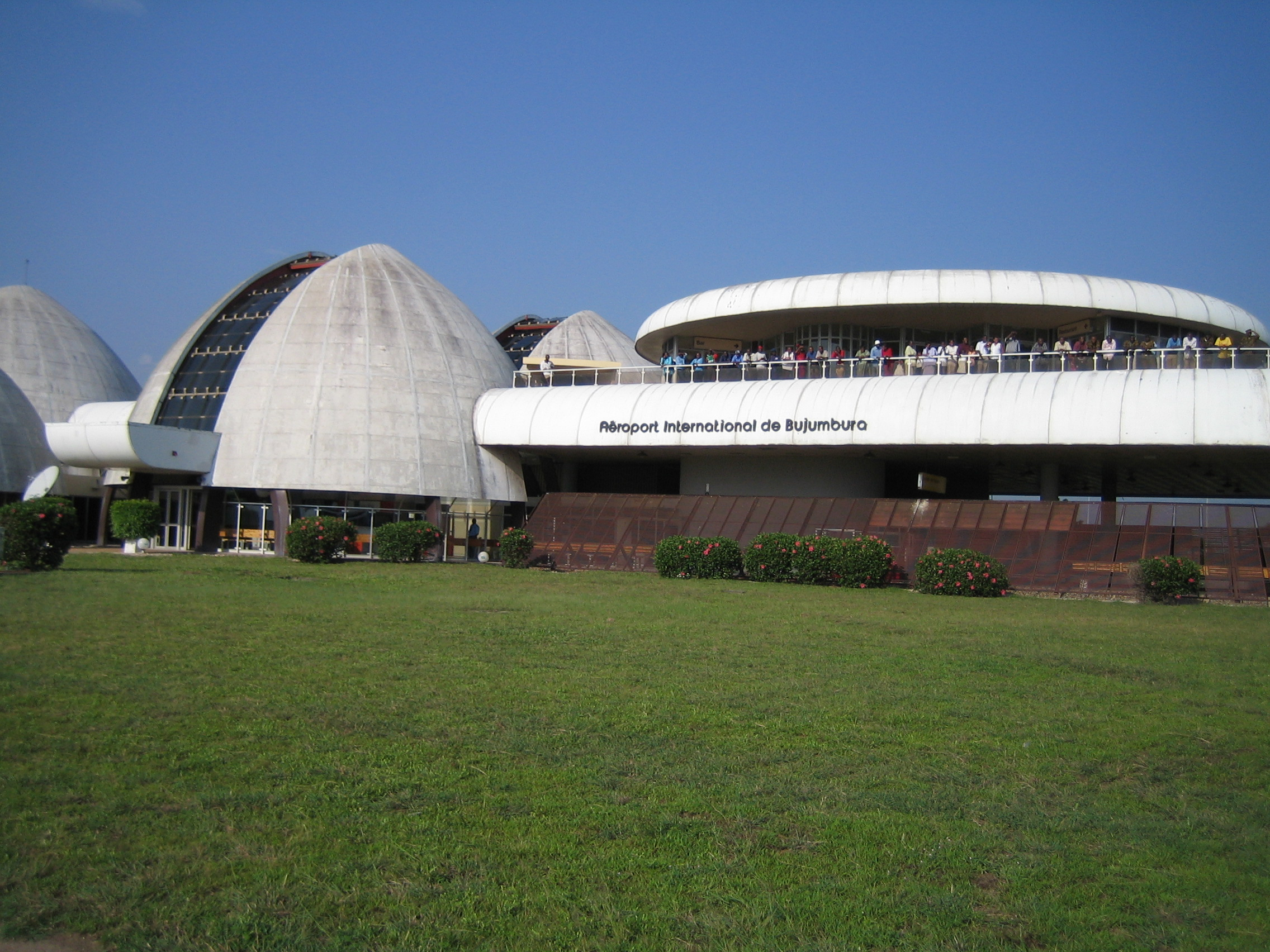
Aéroport international de Bujumbura.

### Musées
Situé dans la deuxième ville du pays, Gitega, le musée national conserve depuis 1955 une collection ethnographique constituée d’objets liés à la royauté et à la cour tels qu’ils subsistaient dans la première moitié du XXe siècle, une collection archéologique ainsi que des photos historiques.
On y trouve d'anciennes photos des rois, princes et reines du siècle dernier. Elles sont entourées d’une multitude d’objets ayant appartenu aux hommes et aux femmes de ce pays : parures, bijoux, paniers de toutes les régions, pots en terre pour une infinité d’usages, calebasses pour puiser ou pour baratter, lances pour la guerre et la chasse, instruments de forge et de sculpture, enfin les premières pièces de monnaie datant des diverses colonisations.
À Gishora (en), le site royal abrite aussi la reconstitution grandeur nature d’une habitation de type royal. On visite toutes les cours attenantes à la maison principale puis la hutte ronde couverte d’un toit en dôme tressé et recouverte d’une épaisse couche de chaume.
À Bujumbura, le musée vivant, tout près du lac, possède une volière où vivent quelques espèces d’oiseaux du Burundi et un centre de recherches herpéthologiques qui expose dans ses grandes fosses et vitrines beaucoup d’espèces de reptiles, notamment les crocodiles du lac Tanganyika. Depuis 2011, un vrai centre culturel s'est développé autour de ce musée, avec un amphithéâtre extérieur pour accueillir des représentations, ainsi que des boutiques d'artisanat local.

### Théâtre
Le théâtre s'est récemment[Quand ?] développé au Burundi, grâce notamment à deux compagnies : la troupe Pili-Pili du Français Patrice Faye et la troupe Lampyre de Freddy Sabimbona. Ces deux troupes se produisent régulièrement dans les enceintes de l'Institut français du Burundi (anciennement Centre culturel français). D'autres compagnies, notamment la Troupe Les Enfoirés de SaNoLaDante dirigée par Laura Sheïlla Inangoma, mais aussi Umunyinya Asbl, et la Compagnie Ouf renforcent leurs travaux dramaturgiques ainsi que des productions régulières au niveau régional et international depuis l'an 2010.
Théâtre en milieu scolaire
Le théâtre est aussi utilisé à l'école pour renforcer l'enseignement du francais, en général, et l'expression orale, en particulier.

### Cinéma
Le premier long métrage burundais est Gito, l'ingrat de Léonce Ngabo, qui sort en 1992. Le personnage principal, Gito, est un homme qui a réussi à aller faire des études en France ; très fier de sa réussite et très imbu de lui-même, il retourne au Burundi empli de mépris pour son pays natal, avec la certitude que son parcours lui permettra de tout obtenir facilement, que ce soit en affaires ou auprès des femmes. En 2012 sort un deuxième long métrage, Les Pieds et les Mains (Amaguru n’amaboko) de Roland Rugero, qui raconte les débuts d'un jeune joueur de football prometteur dont l'oncle tente de détourner la bourse de soutien au profit de la corruption.
En 2009 est créé le Festival international du Cinéma et de l'Audiovisuel du Burundi (Festicab), qui vise à promouvoir et à récompenser les films, cinéastes et acteurs burundais. Lors de sa première édition, le festival ne met en compétition que trois films, mais présente déjà une vingtaine de films tout genres et formats confondus lors de sa troisième édition en 2011.

## Sports
Aux Jeux olympiques, le Burundi a remporté une médaille d'or grâce à Vénuste Niyongabo en 1996 à Atlanta sur 5 000 mètres, ainsi qu’une médaille d'argent aux Jeux de Rio en 2016 gagnée par Francine Niyonsaba sur 800 mètres.

## Tourisme

### Parc national de la Kibira
Perché sur la crête Congo-Nil avec 40 000 hectares de forêt préservée, ce parc est la plus grande région naturelle encore intacte au Burundi. D’une grande richesse végétale, le parc abrite plusieurs familles de chimpanzés, de babouins, cercopithèques et colobes noirs. Les 180 km de pistes permettent la surveillance motorisée du massif forestier et l’accès facile aux touristes.
À l’intérieur du massif se trouve également une source d’eau thermale. L’accès au parc se fait à travers les immenses plantations de thé de Teza et Rwegura.

### Parc national de la Ruvubu
Le parc national de la Ruvubu, situé de part et d’autre de la rivière Ruvubu, encadré de hauts massifs montagneux, a été libéré de tous ses habitants et rendu à la vie sauvage. Le réseau de pistes de 100 km environ permet d’atteindre de nombreux observatoires.

### Réserve gérée de la Rusizi

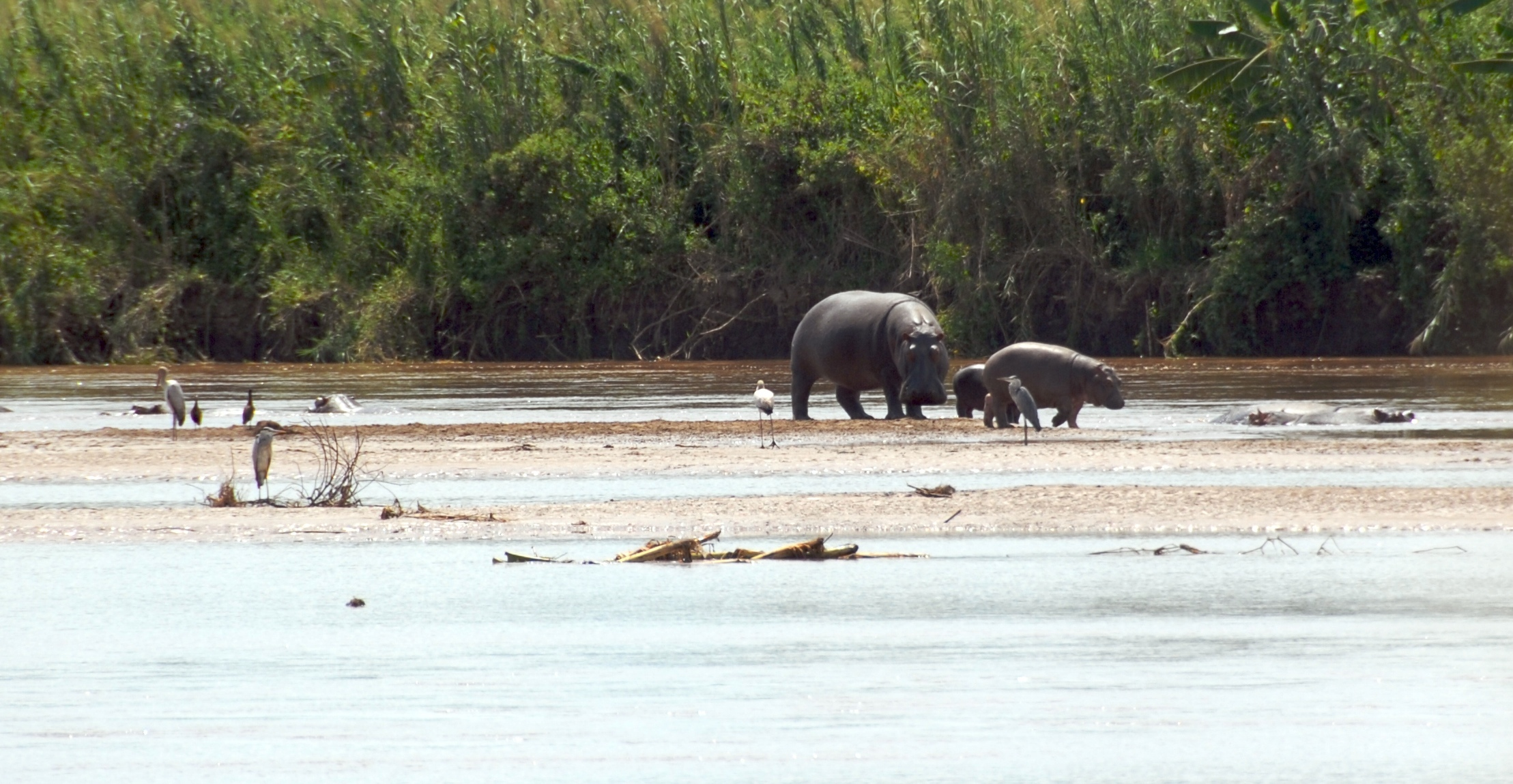
Parc national de la Rusizi.

La réserve gérée de la Rusizi est proche de l'ancienne capitale Bujumbura. Le delta de la Rusizi (sur 500 ha) est constitué d’une végétation de Phragmites mauritanus, il est parcouru par quelques familles d’antilopes et par des hippopotames en quête de pâturage.
La palmeraie de la Rusizi, sur la route de Cibitoke, à 10 km de Bujumbura), possède une végétation acclimatée à une faible pluviosité (des épineux et des euphorbes) et de palmiers Hyphane bengalensis var ventricosa. Au sein de la réserve se trouvent des étangs naturels formés par d'anciens méandres de la Rusizi où des centaines d’oiseaux viennent se nourrir de poissons.

### Réserve naturelle de Bururi
La réserve naturelle de Bururi couvre une superficie de 3 300 ha. C'est une forêt humide d’altitude, où ont été identifiés 117 espèces d’oiseaux et 25 espèces de mammifères.
Située à seulement 33 km de Rumonge par une route allant des bords du lac jusqu'à la réserve.
Les réserves naturelles forestières de Rumonge, Kigwena et Mugara sont en cours d’aménagement pour permettre aux chimpanzés et aux cercopithèques d’y trouver assez de nourriture pour s'installer et se reproduire. Il existe une chute d’eau thermale, située dans la réserve de Mugara. Les plages du Tanganyika, toutes proches, sont propices à la baignade.

### Réserve naturelle gérée du lac Rwihinda
La réserve naturelle gérée du lac Rwihinda est un sanctuaire pour les oiseaux aquatiques migrateurs qui viennent s’y reproduire. Tous les oiseaux désormais protégés grâce à un effort d’aménagement des bords du lac, nichent maintenant de plus en plus nombreux sur les îlot verdoyants et les marécages tout proches. Grâce à des barques mises à la disposition des visiteurs, il est possible d'approcher, sans les effrayer, de la plus grande variété d’oiseaux possible.

### Faille de Nyakazu et chutes de la Karera
Sur le massif de Nkoma situé dans la province de Rutana au sud-est du Burundi, se distinguent deux sites naturels : les chutes de Karera et la faille de Nyakazu.
Au sud-est du Burundi, dans la province de Rutana, commune de Mpinga-Kayove, sur la colline de Shanga, se trouvent les chutes de Karera. Ces chutes sont orientées du nord au sud et s'étendent sur 142 ha. Elles sont subdivisées en six branches et réparties sur trois paliers.
Sur un premier niveau, se trouve une chute principale subdivisée en deux branches parallèles d'une longueur estimée à 80 m environ qui se déverse sur un bassin. Cette chute comprend plusieurs cascades de tailles différentes entrecoupées de deux plates-formes. À l'ouest de cette chute principale se trouve une autre cascade moins importante de 50 m environ. Les eaux de ces deux chutes convergent sur un deuxième palier pour former la troisième cascade qui se déverse sur la vallée. Ces eaux coulent à travers une galerie forestière entourée d'une savane à Parinari curatellifolia et Pericopsis angolensis et de grands arbres tels que le Newtonia buchananii. C'est à partir de 1980 que les chutes de Karera ont été instituées en aire protégée.
La faille de Nyakazu s'ouvre sur la dépression du Kumoso. C'est une entaille dans le massif de Nkoma qui surplombe la plaine et se prolonge à la frontière avec la Tanzanie. Cette faille est d'origine tectonique récente et s'étend sur 600 ha. On y trouve des vestiges historiques d'un fort allemand.
On observe également une chute saisonnière d'une hauteur de plus de 100 m qui se déverse sur une vallée couverte d'une forêt constituée de différentes espèces notamment Entandrophragma excelsum. Autour de la faille, il existe une forêt claire à Brachystegia. C'est une zone de conservation des arbres de haute altitude qui jouit d'un microclimat particulier.
Les espèces de faune ne sont pas toutes inventoriées.

### Pierre de Stanley-Livingstone

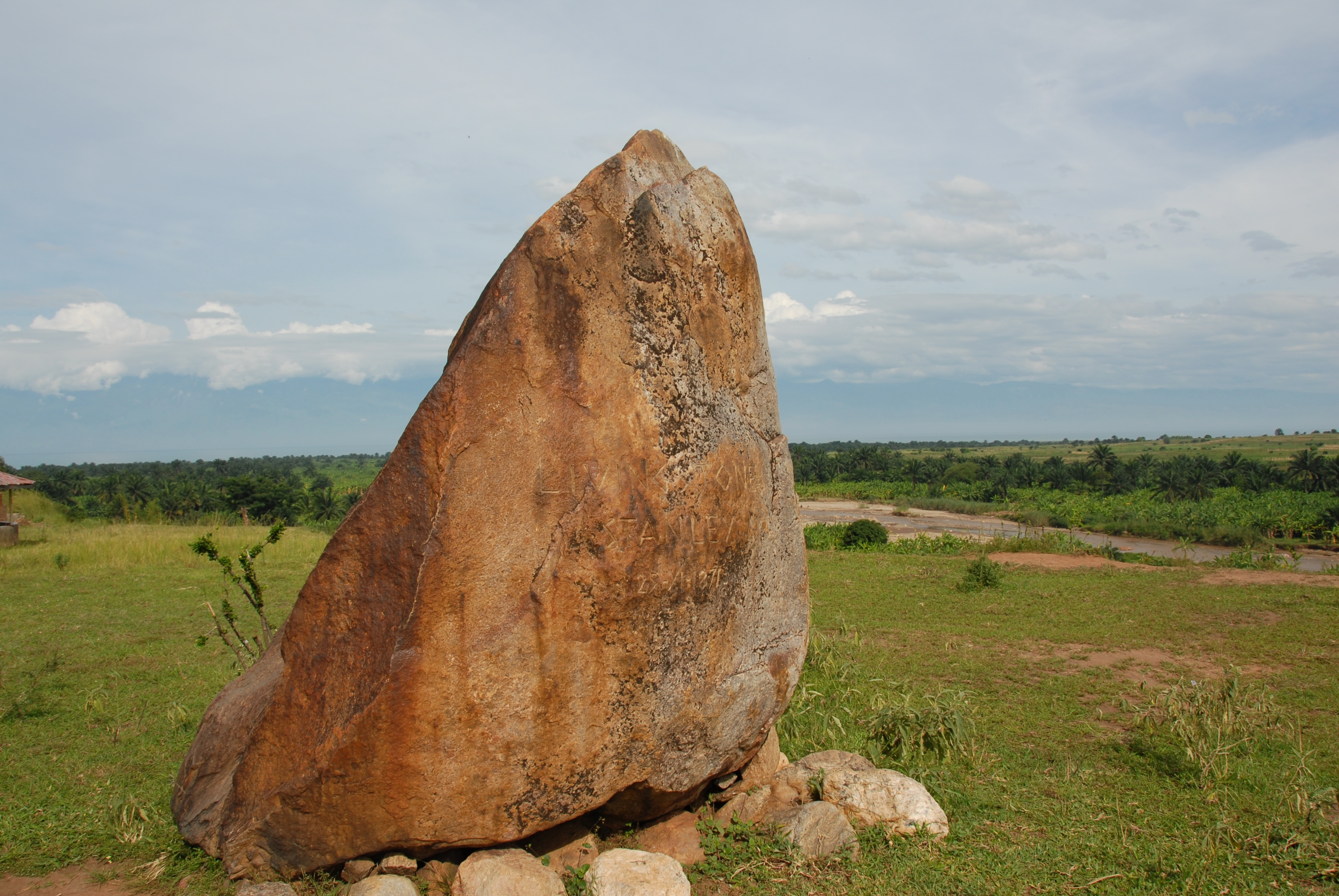
Mémorial Livingstone.

Une pierre fut érigée à une dizaine de kilomètres au sud du site de la future Bujumbura (qui n'allait naître que quelques décennies plus tard sous le nom de Usumbura) pour immortaliser la rencontre du 25 novembre 1871 à Mugere, entre le savant Livingstone et le jeune reporter Stanley, parti à sa recherche.

### Lac Tanganyika
Le lac Tanganyika, ou Tanganika est l'un des Grands Lacs d'Afrique, deuxième lac africain par la surface après le lac Victoria, le deuxième au monde par le volume et la profondeur après le lac Baïkal. Il est le plus poissonneux du monde. Ses eaux rejoignent le bassin du Congo puis l'océan Atlantique. On estime que sa formation remonte à environ 20 millions d'années (Miocène).
Son nom, Etanga'ya'nia en bembé (ou kibembe), signifie « lieu de mélange ». Richard Francis Burton et John Hanning Speke furent les premiers Européens à l'apercevoir et décidèrent de conserver son nom d'origine, contrairement à l'usage en vigueur à l'époque. Burton s'attribua seul la paternité de la découverte, ce qui brouilla les deux hommes à vie.

#### Géographie

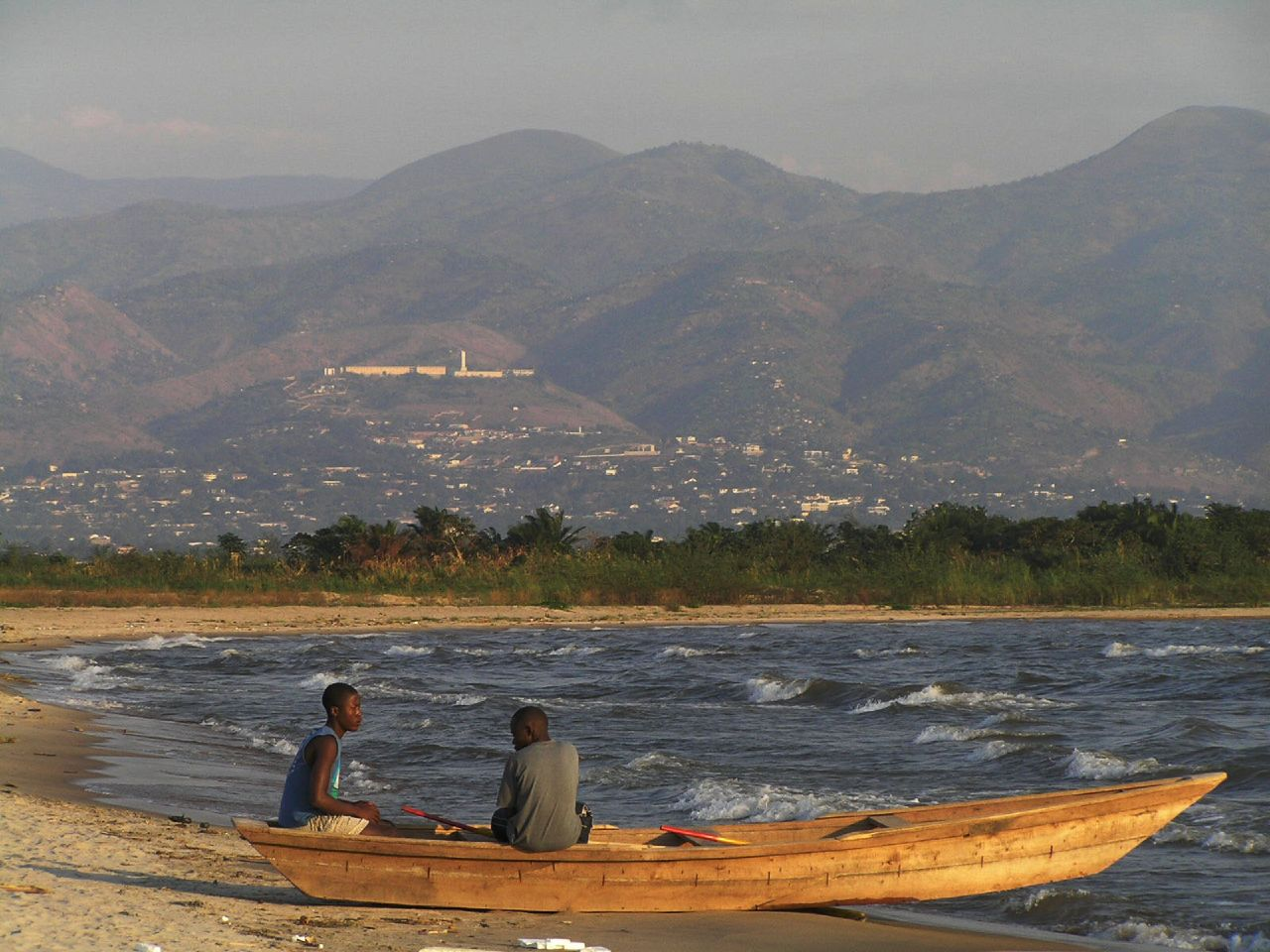
Lac Tanganyika.

Le lac Tanganyika couvre une superficie de 32 900 km2 (approximativement la même superficie que la Belgique) et s'étire sur 677 km le long de la frontière de la Tanzanie (à l’est) et de la République démocratique du Congo (à l'ouest) ; son extrémité nord sépare ces deux pays du Burundi, son extrémité sud les sépare de la Zambie. On retrouve à l'ouest (du côté congolais), les monts Mitumba.
Il est situé sur la branche occidentale de la vallée du Grand Rift. Sa température de surface est de 25 °C en moyenne pour un pH avoisinant 8,4. La profondeur ainsi que la localisation tropicale du lac empêchent le renouvellement total des masses d'eau et la plus grande partie des eaux profondes sont des eaux fossiles et anoxiques.
Le lac Tanganyika fait maintenant partie du bassin hydraulique du fleuve Congo. Il s'y déverse par son émissaire, la Lukuga. Jusqu'en 1878, cette rivière se jetait dans le lac, mais des mouvements tectoniques, et surtout la montée du niveau de l'eau, en ont inversé le sens vers le Congo.
Le bassin drainant du lac Tanganyika couvre une superficie de 250 000 km2. Les principales rivières qui l'alimentent sont la Malagarasi, la Rusizi, la Ifume, la Ruvubu et la Ntahangwa qui y déversent 24 km3 d’eau par an ; les pluies, quant à elles, en apportent 41 km3 par année. La Malagarazi est plus ancienne que le lac lui-même et se trouvait auparavant dans le prolongement du Congo.

#### Faune et flore

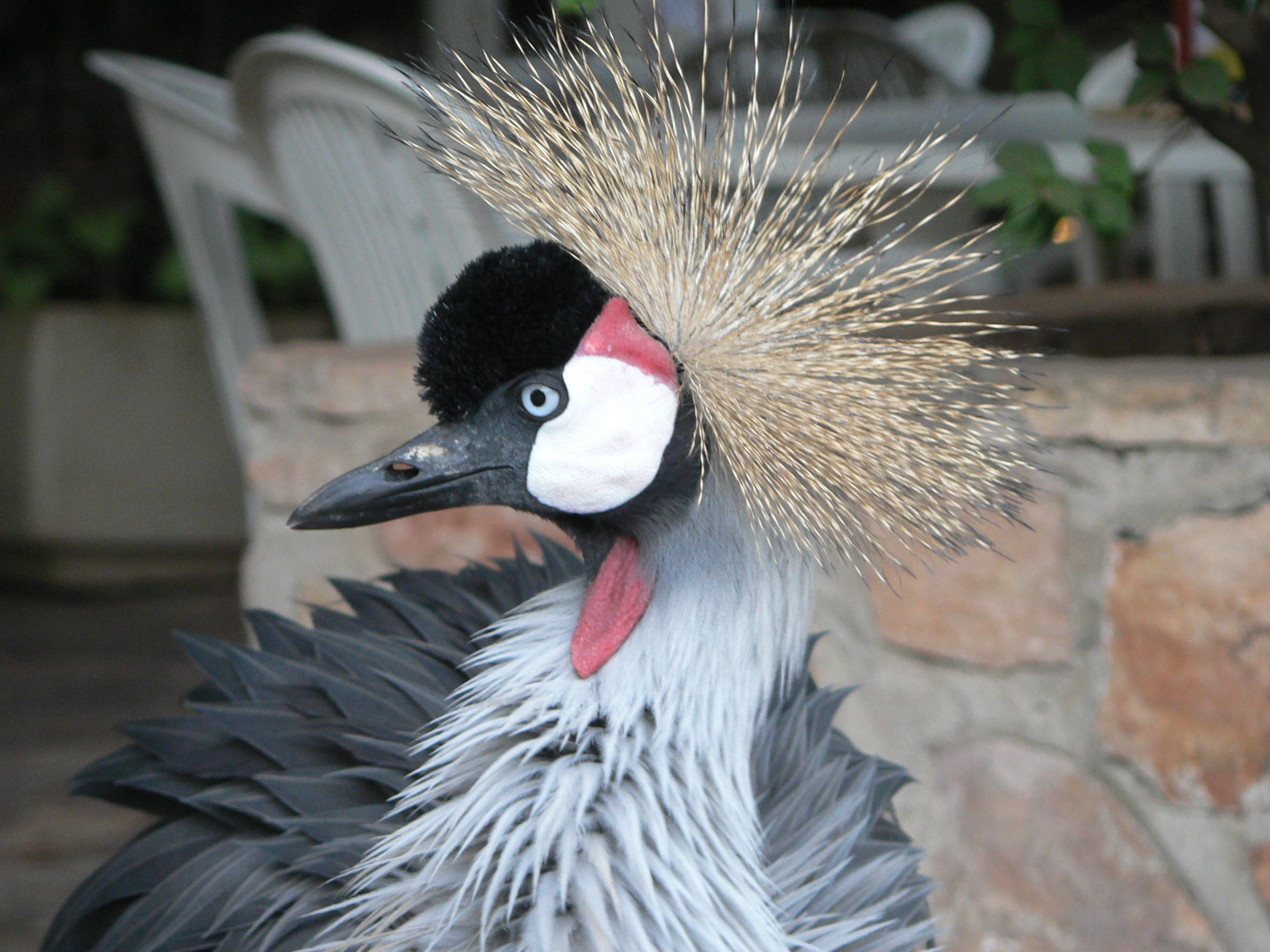
Grue couronnée grise à Bujumbura.

Le lac Tanganyika abrite au moins 250 espèces de poissons cichlidés (Neolamprologus, Paleolamprologus, Altolamprologus, Xenotilapia, Julidochromis, Telmatochromis, Tropheus, Petrochromis) et 150 espèces de non-cichildés (Stolothrissa, Limnothrissa), dont la plupart vivent le long de la côte jusqu'à environ 180 mètres de profondeur. La plus grande part de la biomasse se situe dans la zone pélagique. Elle est dominée par six espèces : deux espèces de sardines du Tanganyika et quatre espèces de lates. La quasi-totalité des espèces de cichlidés sont endémiques et plusieurs sont appréciées comme poissons d'aquarium.
Le cobra d'eau (Boulengerina annulata stormsi, espèce endémique) est un reptile adapté à la vie sub-aquatique, comme les serpents marins des récifs coralliens. La partie terminale du corps est comprimée latéralement afin de faciliter la nage. Jeune, il se nourrit volontiers de Neolamprologus vivant dans les coquilles de Neothauma tanganyicense (escargots endémiques du lac Tanganyika) ; adulte, il n'hésite pas à s'attaquer à des proies beaucoup plus imposantes.

## Transports
Situé à 10 km du centre-ville de Bujumbura, l'aéroport international Melchior Ndadaye est desservi par 8 compagnies aériennes.

## Dans la fiction
- La Reine écarlate de Martine Le Coz paru en 2007 chez Albin Michel.
- Petit Pays, premier roman de Gaël Faye paru le 24 août 2016 et prix Goncourt des lycéens en 2016, adapté au cinéma en 2020 également appelé Petit pays.
- Petit Pays (film), adaptation cinématographique du roman éponyme de Gaël Faye, réalisé par Éric Barbier. Sorti le 28 août 2020, ce film tous publics tourné au Rwanda compte parmi les acteurs Jean-Paul Rouve, Djibril Vancoppenolle, Delya De Médina et Isabelle Kabano. Il s'agit du récit d'un jeune garçon, Gabriel, qui doit faire face à la guerre civile au Burundi dans les années 1990. Cette production a notamment valu à Isabelle Kabano, actrice principale, le Valois de la meilleure actrice du film francophone d'Angoulême édition 2020[55].
- Ainsi pleurent nos hommes, de Dominique Celis, paru en 2022 aux Éditions Philippe Rey.
- Petit Pays (BD)[56] adaptation en bande dessinée du roman éponyme de Gaël Faye, par Sylvain Savoia, Marzena Sowa et Gaël Faye paru en 2024 chez Dupuis

## Divers

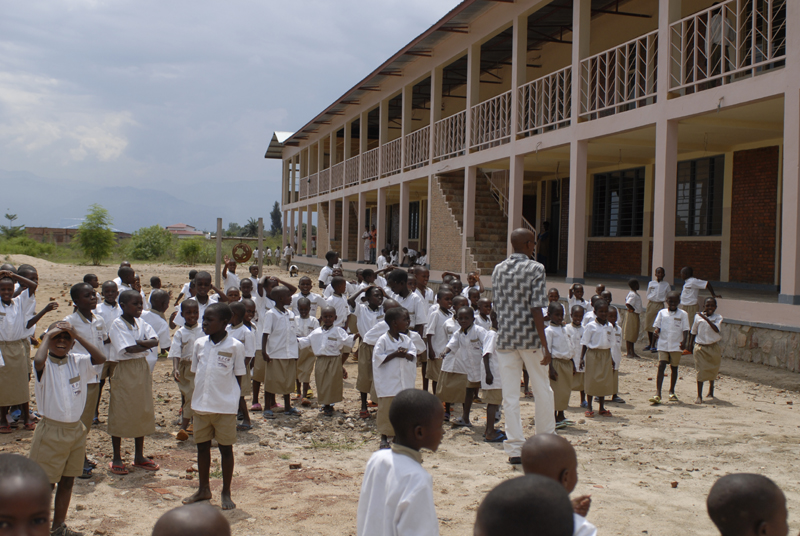
L'école Carolus-Magnus-Schule au Burundi. L'école bénéficie du fonds de la campagne Ta journée pour l'Afrique de l'organisation humanitaire allemande Aktion Tagwerk.

- Frontières terrestres : 974 km (Tanzanie 451 km ; Rwanda 290 km ; République démocratique du Congo 233 km)
- Littoral : 0 km
- Extrémités d'altitude : +772 m à +2 670 m
- Taux d'alphabétisation (2015) : 85,6 %
- Indépendance : 1er juillet 1962 (ancien protectorat belge ; accordée par l'ONU)
- Lignes de téléphone : 35 000 (2006)
- Téléphones portables : 250 000 (2007)
- Utilisateurs d'Internet : 60 000 (2006)
- Nombre de fournisseurs d'accès Internet : 5 (2008)
- Routes : 12 322 km (dont 1 286 km goudronnés) (2004)
- Voies ferrées : 0 km
- Voies navigables : 0 km
- Nombre d'aéroports : 7 (dont 1 avec des pistes goudronnées) (2013)